# Alexandre Mury
Alexandre de Carvalho Mury (São Fidélis, 1976) é um artista plástico brasileiro  cuja obra se destaca pela interseção entre fotografia, performance e apropriação iconográfica. Seu trabalho consiste na recriação crítica de imagens consagradas da História da Arte e da cultura visual, reinterpretadas por meio do autorretrato performático. Indicado ao Prêmio PIPA em 2016, Mury investiga as relações entre identidade, memória e representação, tensionando os limites entre o erudito e o popular, o canônico e o subversivo.

## Biografia
Filho de um marceneiro e uma costureira, interessou-se pelas habilidades manuais no convívio com os pais. Desde criança, Mury desenhava e pintava e começou a fotografar aos 16 anos. Em 1997, ingressou na Faculdade de Filosofia de Campos cursando Publicidade e Propaganda, que concluiu em 2001. Lecionou entre 2003 e 2006, no curso de Comunicação Social e atuou como diretor de arte em agências de publicidade de 2001 a 2010, tendo residido e trabalhado na cidade de Vitória, entre 2005 e 2010.
Tudo começou com experimentações em casa, nos anos 90, onde realizava as fotografias com câmera analógica. Em 2002, quando surgiu o Fotolog, começou a postar na internet. Até que, Afonso Costa, um famoso comerciante de arte, tomou conhecimento de seus autorretratos ao visitar um site. O marchand tentou contato com Alexandre Mury diversas vezes, mas por acaso, na abertura de uma exposição em Vitória, no ano de 2008, pode fazer o convite para representá-lo.
Em 2009, Mury conheceu Joaquim Paiva, o maior colecionador privado de fotografia do Brasil, que adquiriu uma série de 16 trabalhos. O comprador seguinte foi Gilberto Chateaubriand. Depois disso, o Museu de Arte Moderna do Rio de Janeiro (MAM) incluiu trabalhos de Mury na mostra “Novas Aquisições 2007/2010”. Desse modo, pela primeira vez, os trabalhos de Alexandre Mury foram expostos em um museu.
Suas obras atualmente fazem parte de importantes coleções, como as de Joaquim Paiva e de Gilberto Chateaubriand, além da de Paula e Silvio Frota, diretores do Museu da Fotografia Fortaleza, no Ceará. 

## Processo Artístico
Para Mury, seu trabalho dá novos significados aos seres mitológicos, vultos históricos e ícones literários reelaborando o sentido original.
Ao contar sobre o processo de pesquisa de uma de suas releituras, na obra Ganímedes, Mury diz que apesar de ter encontrado dezenas de imagens de referência, sua leitura não é um tableau vivant de nenhuma delas, mas sim, uma releitura do mito.
A sua releitura do “Abaporu”, que faz um diálogo com a obra icônica da Tarsila do Amaral, por exemplo, levou três dias, entre a busca de um cacto e de um local onde o pôr do sol ficasse exatamente no alinhamento, referenciando a composição dos elementos, como na obra original.
Para a curadora, Vanda Klabin, as obras não são apenas fotografias, mas instalações temporárias e performances que acabam por ser capturadas pela câmera, segundo ela: “É uma estética atual que define a heterogeneidade da arte contemporânea”.

## Exposições
- Título: Fricções Históricas[1]
- Locais de exposição: Rio de Janeiro (Caixa Cultural); Vitória (SESC Glória)[1]

A exposição exibiu 48 fotografias em grandes formatos. Os trabalhos apresentavam releituras de obras famosas, como o Abaporu, de Tarsila do Amaral, O Bebedor de Absinto, de Picasso e Mona Lisa, de Leonardo da Vinci.
Para Mury, a exposição era algo "para ver e rever", segundo ele, há sempre algo novo ao revisitar cada imagem.